# Rifugio 7º Alpini
Das Rifugio 7º Alpini (gesprochen: Rifugio Settimo Alpini) ist eine bewirtschaftete Schutzhütte der Sektion Belluno des Club Alpino Italiano in Venetien. Die in der Regel von Mitte Juni bis Ende September geöffnete Hütte bietet 60 Schlafplätze.

## Lage
Die Schutzhütte liegt auf 1502 m s.l.m. im Nationalpark Belluneser Dolomiten in der Schiara Gruppe an der Südflanke des Schiara. Sie wurde im oberen Valle dell’Ardo am Rand des Pis Pilón genannten Talkessels erbaut. Der Talkessel wird im Westen vom Monte Schiara (2565 m) und im Osten vom Monte Pelf (2502 m) überragt. An der Hütte führt der Dolomiten-Höhenweg 1 vorbei.

## Geschichte
Das Rifugio wurde zwischen 1950 und 1951 auf Betreiben der Sektion Belluno des CAI und des Alpiniverbands ANA errichtet und im September 1951 eröffnet. Es ist den Gefallenen des 7. Alpini-Regiments gewidmet, das seinen Regimentssitz in Belluno hat. 1952 wurde hinter der Hütte die Kapelle Regina Alpinorum erbaut, die den am Berg verunglückten Bergsteigern geweiht ist. 1969 wurde neben dem Rifugio das Bivacco Severino Lussato errichtet, das nach dem an der Tofana di Rozes verunglückten Sektionspräsidenten benannt ist und als Winterraum dient. In den 1970er Jahren wurde das Rifugio erweitert.

## Zustieg
- Von Case Bortot, 700 m ⊙ auf Weg 501 in 3 Stunden
- Vom Col de Roanza, 800 m ⊙ auf Weg 519, 501 in 3 ½ Stunden
- Von Casere Pian di Cajada, 1157 m ⊙ auf Weg 505 in 3 Stunden
- Von Rifugio Pian de Fontana in 7 ½ Stunden, 18 km
- Vom Val Cordevole – La Stanga, 429 m ⊙ auf Weg 502 in 5 ½ Stunden[2]

## Nachbarhütten
- Zum Rifugio Furio Bianchet, 1245 m ⊙ auf Weg 503 Zacchi Klettersteig in 6 ½ Stunden
- Zum Bivacco al Marmòl, 2266 m ⊙ auf Weg 503, 514 Marmol Klettersteig in 3 ½ Stunden
- Zum Bivacco dalla Bernadina, 2320 m ⊙ auf Weg 504 Ferti Klettersteig in 5 Stunden

## Touren
- Monte Schiara (2565 m) über den Klettersteig Zacchi
- Monte Schiara (2565 m) über die Klettersteige Piero Rossi und Berti
- Monte Pelf (2502 m) über die Südroute
- Monte Pelf (2502 m) über den Piero Rossi-Klettersteig

## Karten
- Tabacco Blatt 024 Prealpi e Dolomiti Bellunesi (1:25.000)[3]